# Lefaucheux M1858
Lefaucheux M1858 là loại súng lục do Casimir Lefaucheux thiết kế sử dụng đạn 12mm có kim điểm hỏa, súng đã được thông qua và sử dụng trong lực lượng quân đội Pháp. Đây là loại súng ngắn ổ xoay sử dụng đạn có vỏ kim loại đầu tiên được thông qua để sử dụng trong quân đội. Lực lượng chính trang bị loại súng này là lực lượng hải quân Pháp năm 1858 và một số nhỏ lực lượng kỵ binh cũng sử dụng chúng ở Mexico năm 1868. Ngoài ra nó còn được dùng để xuất khẩu cho các nước khác và được thấy dùng để chiến đấu trong cuộc nội chiến Hoa Kỳ bởi cả hai phe. Nó cũng còn là khẩu súng mà Vincent van Gogh đã dùng tự sát.

## Thiết kế
Lefaucheux M1858 sử dụng cơ chế hoạt động kép với ổ đạn 6 viên. Do đạn có kim điểm hỏa nên ổ đạn được khắc rãnh để kim điểm hỏa có thể nhô ra đúng vớ vị trí mà búa điểm hỏa sẽ đập vào.
Súng có cách nạp đạn hơi mất thời gian do không thể tách ổ đạn ra khỏi thân súng cho việc bỏ vỏ đạn cũ và nạp đạn nhanh. Để bỏ vỏ đạn cũ xạ thủ sẽ phải mở miếng che, xoay ổ đạn và sử dụng một que dài đẩy từng vỏ đạn ra qua một khe nhỏ nằm ở bên thân súng, sau đó nạp từng viên vào cũng qua khe này sau đó đóng miếng che lại. Nhưng là rất nhanh thời đó nếu so với hầu hết các súng cùng loại vốn sẽ phải đổ thuốc đạn vào từng khe trống trong ổ đạn sau đó ấn đầu đạn vào cho chặt và cứ làm như thế cho đầy ổ đạn.